# Lluïsa de Mecklenburg
Lluïsa de Mecklenburg-Güstrow (en alemany Louise zu Mecklenburg) va néixer a Güstrow (Alemanya) el 28 d'agost de 1667 i va morir a Copenhaguen el 15 de març de 1721. Era filla del darrer duc de Mecklenburg-Güstrow, Gustau Adolf (1633-1695), i de Magdalena Sibil·la de Schleswig-Holstein-Gottorp (1631-1719).
Va mantenir una vida bastant discreta i allunyada dels actes públics, per la qual cosa mai va gaudir de la polularitat que tenia el seu marit, el Rei de Dinamarca entre els seus súbdits. De fet, el seu matrimoni amb el rei Frederic va ser molt desafortunat, ja que el seu marit va mantenir diverses relacions extramatrimonials i, malgrat continuar casat amb la reina, es casà almenys en dues ocasions més.
Era una dona profundament religiosa i es va deixar influir pel pietisme, igual que el seu fill Cristià, amb qui va mantenir sempre una estreta relació. Va reunir una important col·lecció de llibres de temàtica religiosa, especialment escrits ascètics alemanys, que després de la seva mort foren lliurats a la Reial Biblioteca Danesa. Unes semanes després de la seva mort, el rei Frederic es casà amb la seva amant Anna Sofia Reventlow.

## Matrimoni i fills
El 5 de desembre de 1695, es va casar a Copenhaguen amb l'aleshores príncep hereu de la corona danesa Frederic (1671-1730), fill del rei Cristià V de Dinamarca (1646-1699) i de Carlota Amàlia de Hessen-Kassel (1650-1714). El matrimoni va tenir cinc fills: 
- Cristià (1697-1698).
- Cristià (1699-1746), rei de Dinamarca i Noruega, casat amb Sofia Magdalena de Brandenburg-Kulmbach (1700-1770).
- Frederic Carles (1701-1702).
- Jordi (1703-1704).
- Carlota Amàlia (1706-1782).